# Marta Paço
Marta Jordão Paço (Viana do Castelo, 2005) é uma surfista portuguesa, atleta do Surf Clube de Viana. É cega, sendo bicampeã mundial de surf adaptado, título que conquistou em 2021 e 2022.
Marta Paço é natural de Viana do Castelo, sendo cega de nascença. É atleta do Surf Clube de Viana, treinada por Tiago Prieto.
Em dezembro de 2018, aos 13 anos, estreou-se no ISA World Adaptive Surfing Championship, o campeonato mundial de surf adaptado, que teve lugar na praia de La Jolla,em San Diego, Califórnia, conquistando a medalha de bronze em surf adaptado.
Em 2019, sagrou-se campeã europeia da modalidade.
A 11 de dezembro de 2021, conquistou a medalha de ouro na classe VI1 do campeonato mundial de surf adaptado em Pismo Beach, na California, para atletas com deficiência visual, sagrando-se campeã mundial da modalidade. A atleta conseguiu um total de 16,33 pontos, resultantes das suas melhores ondas do dia, com 8,50 e 7,83. Marta Paço conseguiu as quatro melhores ondas da final, o que lhe permitiria alcançar o título mundial mesmo que não tivesse conseguido as duas melhores ondas..
A 9 de dezembro de 2022, sagrou-se novamente campeã mundial de surf adaptado em Pismo Beach, ao terminar a bateria final com 15 pontos, somando 6,00 e 9,00 nas melhores ondas, conquistando a medalha de ouro na categoria VI 1 (cegos).

## Homenagens
A 20 de janeiro de 2019, na sequência da medalha de bronze conquistada no campeonato mundial de surf adaptado, foi agraciada pelo presidente da Câmara de Viana do Castelo, José Maria Costa, como Cidadã de Mérito de Viana do Castelo, sendo a pessoa mais nova de sempre a receber o galardão.